# 功利主義論
『功利主義論』（こうりしゅぎろん、英: Utilitarianism）とは、1861年に哲学者ジョン・スチュアート・ミルによって発表された哲学の著作である。ミルを見る
ジェレミー・ベンサムが提唱した功利主義の理論をより発展させ新しい功利主義の理論として示したのは本書『功利主義論』であった。
ベンサムは道徳や立法の倫理的な基準として功利性(utility)を持ち込み、それぞれの行為から得られる快楽の状態を社会全体で計算しようとした。そして社会全体で最大多数の最大幸福が実現できるように行為する規範が示されている。しかしベンサムは快楽の内容をすべて均質なものと見なしていたことから、「豚にふさわしい学説」とまで言われて批判を受けることになった。
ミルはこの批判を踏まえて「満足した豚」よりも「不満足なソクラテス」と表現し、快楽を高級な快楽と低級な快楽とに区別することを本書で試みた。つまり感覚的な快楽よりも知的な快楽はより多くの価値を持っていると見なすことでベンサムの功利主義の問題を解決しようとする。またミルは幸福はそれ自体が目標であると見なし、これを最大化することを追求することもまた望ましいものであることを論証する。

## 構成
- 第1章 - 総説
- 第2章 - 功利主義とは何か
- 第3章 - 功利の原理の究極的強制力について
- 第4章 - 功利の原理はどう証明すればいいか
- 第5章 - 正義と功利の関係について

## 日本語訳
- 『ミル功利節』 富田義介、小倉兼秋共訳、培風館、1949年
- 「功利主義」 永井義雄・水田珠枝訳、河出書房新社

「イギリスの近代政治思想」1964年。新版「世界の大思想28　ミル」1972年、オンデマンド版2005年
- 「功利主義論」 伊原吉之助訳、『世界の名著38 ベンサム　J.S.ミル』中央公論社、1967年／「世界の名著49」中公バックス、1979年
- 『功利主義論集』 川名雄一郎・山本圭一郎訳、京都大学学術出版会「近代社会思想コレクション」、2010年
- 『功利主義』 関口正司訳、岩波文庫、2021年
- 『功利主義』 中山元訳、日経BPクラシックス、2023年